# Бокий, Игорь Александрович
Игорь Александрович Бокий (бел. І́гар Алякса́ндравіч Бо́кі; род. 28 июня 1994 года, Бобруйск) — белорусский пловец-паралимпиец, выступающий среди спортсменов с нарушением зрения. 21-кратный паралимпийский чемпион, многократный чемпион мира и Европы. Мастер спорта Республики Беларусь международного класса (2011). Почётный гражданин города Бобруйска (2013).
Является обладателем 10 действующих Список мировых рекордов МПК по плаванию – мужская длинная дистанция в категории S13: 50, 100, 200 и 400 м вольным стилем, 50, 100 и 200 м на спине, 100 и 200 м баттерфляем и 200 м комплексным плаванием.
Из-за большого количества олимпийских наград Игоря часто сравнивают с легендарным пловцом Майклом Фелпсом.

## Биография
Родился 28 июня 1994 года в Бобруйске. В 2010 году окончил учреждение «Детско-юношеская спортивная школа № 4 г. Бобруйска» (отделение плавания), в 2012 году – учреждение образования «Минское областное училище олимпийского резерва». Окончил Институт бизнеса и менеджмента технологий БГУ по специальность «Логистика».
В одном из интервью мама Игоря, Елена, рассказала, что сын занялся плаванием в шесть лет. По началу Игорь тогда не очень-то хотел заниматься. Как он сам сказал в одном из своих интервью, «у меня гули на уме были: на улице побегать, в футбол погонять».

Тренер Наталья Юрьевна Позднякова сказала, что мальчик очень способный. Но первый год его выгоняли с тренировок за поведение. Он был очень шустрым ребенком, поэтому решили отдать в спорт, чтобы направить его энергию. Когда Игоря выгнали в очередной раз, папа даже спросил: «Может, вы не хотите, чтобы он к вам ходил?» Но Наталья Юрьевна потом объяснила, как она может быть против, если мальчик способный? Просто так получалось… Когда уже у Игоря появилось понимание, интерес, то все пошло по-другому.— сказала мама Игоря
Из-за плохого зрения Игорь не мог выступать наравне с другими спортсменами. Тогда его тренер предложила участвовать в соревнованиях паралимпийцев. После этого Игоря определили в группу S13.

### Личная жизнь
В 2019 году Игорь женился. Супруга Марина. Пара проживает в Минске и воспитывает маленькую дочку.

## Карьера
Апрель 2024 года — Игорь Бокий одержал победу на чемпионате Европы по плаванию в португальском Фуншале. Стал пятикратным чемпионом Европы по параплаванию 2024 года.

### Олимпийские достижения
Выступая за Беларусь на летних Паралимпийских играх 2012 года в Лондоне, выиграл шесть медалей: пять золотых и одну серебряную.
На летних Паралимпийских играх 2016 года в Рио-де-Жанейро выиграл 6 золотых и 1 бронзовую медали.
На летних Паралимпийских играх 2020 года в Токио Игорь завоевал пять золотых медалей.
На летних Паралимпийских играх 2024 года в Париже Игорь завоевал пять золотых медалей.

## Награды и звания
- Мастер спорта Республики Беларусь международного класса (2011)
- Премия Могилёвского облисполкома «Человек года Могилёвщины-2012»
- Почётный гражданин Бобруйска (2013)
- Орден Отечества III степени (2016)
- Нагрудный знак «За развитие физической культуры и спорта в Республике Беларусь» (2017)
- Специальная премия Президента Республики Беларусь «Белорусский спортивный Олимп» (2021)
- Почётная грамота Могилёвского облисполкома (2021)
- Почётное звание «Заслуженный мастер спорта Республики Беларусь» (2022)
- Орден Отечества II степени (2024)[12]

В 2017 году номинирован на международную премию «Laureus World Sports Awards» в категории «Спортсмен года с ограниченными возможностями». В 2015 и 2018 годах американский журнал «Swimming World» признал Игоря Бокий «Мировой пловец-паралимпиец года». В 2012 и 2017 годах удостоен приза «За волю к победе» конкурса «Триумф. Героям спорта», организованного Президентским спортивным клубом, Национальной государственной телерадиокомпанией, Национальным олимпийским комитетом и Министерством спорта и туризма Беларуси.
16 декабря 2021 года Министерство связи и информатизации Республики Беларусь выпустило в обращение почтовый блок «Медалисты XVI летних Паралимпийских игр в Токио».